# Риццителли, Руджеро
Руджеро Риццителли (итал. Ruggiero Rizzitelli, 2 сентября 1967, Маргерита-ди-Савойя, Италия) — итальянский футболист, игравший на позиции нападающего. Известен по выступлениям за клуб «Рома», а также национальную сборную Италии. Обладатель Кубка Италии. Чемпион Германии. Обладатель Кубка Германии.

## Клубная карьера
Воспитанник футбольной школы клуба «Чезена». Взрослую футбольную карьеру начал в 1985 году в основной команде того же клуба, провёл три сезона, приняв участие в 62 матчах чемпионата и забил 7 голов.
Своей игрой за эту команду привлёк внимание представителей тренерского штаба клуба «Рома», к составу которого присоединился в 1988 году. Сыграл за «волков» следующие шесть сезонов своей игровой карьеры. Большую часть времени, проведённого в составе «Ромы», был основным игроком атакующей звена команды. За это время завоевал титул обладателя Кубка Италии.
С 1994 по 2000 год играл в составе команд клубов «Торино», «Бавария» и «Пьяченца». Выступая в Мюнхене добавил в перечень своих трофеев титул чемпиона Германии, обладателя Кубка Германии и Кубка немецкой лиги.
Завершил профессиональную игровую карьеру в клубе «Чезена», в составе которого в своё время начинал свой путь в футболе. Пришёл в команду в 2000 году, защищал её цвета до прекращения выступлений на профессиональном уровне в 2001 году.

## Выступления за сборные
В течение 1987—1989 годов привлекался в состав молодёжной сборной Италии. На молодёжном уровне сыграл в 16 официальных матчах и забил 4 гола.
В 1988 году дебютировал в официальных матчах в составе национальной сборной Италии. В течение карьеры в национальной команде, которая длилась 4 года, провёл в форме главной команды страны 9 матчей и забил 2 гола. В составе сборной был участником чемпионата Европы 1988 года в ФРГ, на котором команда завоевала бронзовые награды.

## Достижения

### Командные
- Обладатель Кубка Италии: «Рома»: 1990/91
- Чемпион Германии: «Бавария»: 1996/97
- Обладатель Кубка Германии: «Бавария»: 1997/98
- Обладатель Кубка немецкой лиги: «Бавария»: 1997/98

### Личные
- Лучший бомбардир Кубка Италии: 1990/91 (4)